# Lluís Reales
Lluís Reales (1962 - 1 d'octubre de 2024) va ser un periodista científic.
Llicenciat en ciències de la informació per la Universitat Autònoma de Barcelona, va exercir de professor associat de periodisme científic. Va ser director del suplement "Ciencia y Salud" de La Vanguardia i cofundador del Grup de Periodistes Digitals. Autor de diversos llibres sobre tecnologia i medi ambient, com ara Medi ambient i comunicació. De l'evolució cultural a l'evolució conscient (1994), va participar en l'elaboració del Pla Estratègic de Cultura de Barcelona. També va ser jurat en premis d'àmbit científic. Els últims temps, dirigia i presentava el programa Einstein a la platja de Barcelona Televisió, sobre qüestions científiques, mèdiques i ambientals, col·laborava al diari El País i coordinava la revista Medi Ambient. Tecnologia i cultura, del Departament de Medi Ambient de la Generalitat de Catalunya.